# Hannes Veivo
Abraham Johannes "Hannes" Veivo, född 28 oktober 1907 i Uleåborg, död 21 augusti 1974 i Leningrad, Sovjetunionen, var en finländsk sångare och skådespelare.
Veivo var son till Herman Veivo och Brita Heikkinen. Han var skådespelare vid Uleåborgs arbetarteater 1924–1926, Kotkas teater 1926–1929, Koittos teater 1929–1930, folkteatern 1930–1934, Tammerfors arbetarteater 1935–1938 och vid Helsingfors folkteater 1938–1948. Under vinterkriget tjänstgjorde Veivo vid underhållningstrupperna och var därefter verksam vid radioteatern 1948–1951.
Veivo bedrev sångstudier 1926–1930 och gjorde 1932  tio skivinspelningar för Columbia, varav en tillsammans med Matti Jurva. Sammanlagt medverkade Veivo i 105 filmer och TV-uppsättningar 1934–1973.
Veivo var sedan 1925 gift med Rauni Sippola, med vilken han hade dottern Raili Veivo, som också blev skådespelare. Veivo är begravd på Malms begravningsplats i Helsingfors.

## Filmografi roller i urval
- 1940 – Suomi-Filmis soldatsketch 2: Sjungande skyddsvakter
- 1940 – Suomi-Filmis soldatsketch 3: Två kumpaner Kille och Kalle
- 1940 – Suomi-Filmis soldatsketch 4: Otto Ville och Teuvas Tiltu
- 1949 – Ruma Elsa
- 1951 – Kvinnan bakom allt
- 1955 – Neiti talonmies
- 1962 – Farlig frihet
- 1965 – Här börjar äventyret